# Горнсдорф
Горнсдорф (њем. Gornsdorf) општина је у њемачкој савезној држави Саксонија. Једно је од 69 општинских средишта округа Ерцгебирге. Према процјени из 2010. у општини је живјело 2.184 становника. Посједује регионалну шифру (AGS) 14521230.

## Географски и демографски подаци
Горнсдорф се налази у савезној држави Саксонија у округу Ерцгебирге. Општина се налази на надморској висини од 502 метра. Површина општине износи 4,2 km². У самом мјесту је, према процјени из 2010. године, живјело 2.184 становника. Просјечна густина становништва износи 522 становника/km².